# PayPal Park
Le PayPal Park (anciennement dénommé Avaya Stadium puis Earthquakes Stadium) est un stade inauguré le 22 mars 2015, situé à l’angle de Coleman et Newhall Avenues, à proximité de l’aéroport international de San José (Californie) et à quelques kilomètres du centre-ville. C'est le premier stade entièrement destiné au soccer et aux Earthquakes de San Jose en quarante ans d'existence de la franchise.

## Description
Les tribunes étant très largement couvertes, le son peut plus aisément circuler à l’intérieur de l'enceinte et ainsi donner un avantage à l’équipe jouant à domicile en créant un effet « chaudron ». Les places dans les tribunes ont été conçues de manière que la visibilité soit la meilleure.
Le stade a une forme de « fer à cheval » avec une ouverture derrière un des buts. Sur cette ouverture est placé un écran géant haute-définition visible des deux côtés (de l’intérieur du stade et de Coleman Avenue). Une grande plaine accueille des partisans qui n’ont pas de billets. Ces derniers peuvent ainsi suivre l’évolution de la rencontre grâce à cet écran. Cette plaine sert aussi pour des activités autour des parties comme dans le cas du StubHub Center de Carson.

## Identité visuelle

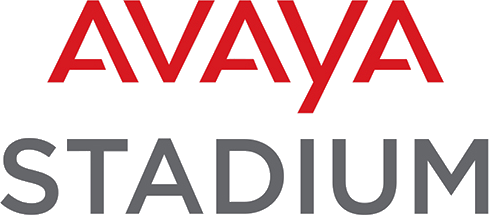
Ancien logo 2015 à 2019.
Logo en 2020.
Logo depuis 2021.